# Serichlamys
Serichlamys (лат.) — род мух-журчалок из подсемейства Microdontinae (Syrphidae). Неотропика и Неарктика. Около 15 видов.

## Этимология
Название рода Serichlamys женского рода, поскольку оно происходит от греческого слова женского рода chlamys, означающего мантию, плащ.

## Описание
Мелкие мухи, длина тела 5,5—12 мм; самки обычно крупнее самцов. Виды Serichlamys в основном тёмноокрашенные журчалки (чёрные, коричневатые или металлически-зелёные) с более или менее овальным брюшком. Следующая комбинация признаков является уникальной для этого рода: глаз голый (щетинистый у сходного рода Laetodon Reemer, 2013); жилка R4+5 с задним отростком, простирающимся в ячейку r4+5 (без такого отростка у нескольких других родов Microdontinae); задневерхний угол ячейки r4+5 более или менее прямоугольный или несколько острый (широко закруглённый у Microdon и Peradon Reemer, 2013); постпронотум щетинистый (голый, например, у Surimyia Reemer, 2008 и некоторых видов Peradon); анэпистернум с большой голой частью посередине (полностью щетинистый у Metadon Reemer, 2013); проэпистернум щетинистый (голый у Archimicrodon и многих других родов); тергиты 3 и 4 сращены, не способны к независимому сочленению (не сращены у Ceratophya Wiedemann, 1830).

## Классификация
Род был впервые выделен в 1925 году в качестве подрода в составе рода Муравьиные журчалки (Microdon Meigen, 1803), с неарктическим таксоном Aphritis rufipes Macquart, 1842 в качестве типового вида, однако без диагноза. В 2013 году Reemer и Ståhls (2013a, b) восстановили Serichlamys как валидный род на основе анализа объединённых молекулярных и морфологических данных. Таксон был восстановлен как сестринская группа к роду Старого Света Archimicrodon Hull, 1945. Предварительные результаты, основанные на обширном молекулярном наборе данных (неопубликованном), подтверждают эту связь. Эти неопубликованные результаты также подтверждают сестринскую связь Microdon rufipes Macquart, типового вида рода Serichlamys, с одним из неотропических видов, включённых в Serichlamys. С 2013 установлен в ранге отдельного рода.
Большинство видов отмечены в Неотропике (Южная Америка и частично Центральная) и 2 (или 3 вида) в Неарктике (статус вида S. diversipilosus неясен).
- Serichlamys boti Reemer, 2025[1]
- Serichlamys chloraspis Reemer, 2025
- ?Serichlamys diversipilosus  (Curran, 1925)[4] — Неарктика
- Serichlamys melamitis Reemer, 2025
- Serichlamys mellimitis Reemer, 2025
- Serichlamys mitis  (Curran, 1940)[7]
- Serichlamys mus  (Curran, 1936)
- Serichlamys pallitarsis Reemer & Mengual, 2025
- Serichlamys rufipes  (Macquart, 1842)[4] — Неарктика
- Serichlamys scutifer  (Knab, 1917) — Неарктика
- Serichlamys serpentiphallus Reemer, 2025
- Serichlamys simpliciphallus Reemer, 2025
- Serichlamys spathulata Reemer, 2025
- Serichlamys trigonoides Reemer, 2025
- Serichlamys varicaudata Reemer & Mengual, 2025
- Serichlamys vexilliphallus Reemer & Mengual, 2025[1]
- Serichlamys xanthocnemia Reemer, 2025